# Troglomexicanus tamaulipasensis
Troglomexicanus tamaulipasensis is een garnalensoort uit de familie van de Palaemonidae. De wetenschappelijke naam van de soort is voor het eerst geldig gepubliceerd in 1999 door Villalobos, Alvarez & Iliffe.